# Ioan Costin
Ioan Costin (n. 14 noiembrie 1951) este un fost deputat român în legislatura 1992-1996, ales în județul Vaslui. Ioan Costin a demisionat pe data de 27 iunie 1996 și a fost înlocuit de deputatul Maricel Grădinariu. 